# William D. Williamson

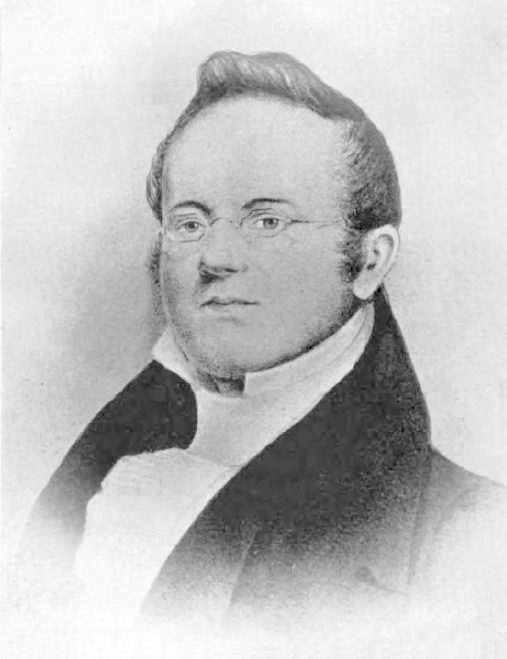
William D. Williamson

William Durkee Williamson (* 31. Juli 1779 in Canterbury, Windham County, Connecticut; † 27. Mai 1846 in Bangor, Maine) war ein US-amerikanischer Politiker und 1821 der zweite Gouverneur des Bundesstaates Maine.

## Frühe Jahre
Williamson besuchte das Williams College und die Brown University. Dort machte er im Jahr 1804 seinen Abschluss. Nach einem anschließenden Jurastudium wurde er im Jahr 1807 als Anwalt zugelassen. Zwischen 1811 und 1816 war er Bezirksstaatsanwalt im Hancock County. Von 1816 bis 1820 gehörte er dem Senat von Massachusetts an. Nach der Gründung des Bundesstaates Maine im Jahr 1820 wurde er in dessen Senat gewählt. Dort wurde er sogar Präsident des Hauses. In dieser Eigenschaft fiel ihm am 29. Mai 1821 nach dem Rücktritt von Gouverneur William King dessen Amt zu.

## Gouverneur von Maine
Williamson blieb nur bis zum 5. Dezember 1821 in seinem neuen Amt. In dieser Zeit hat er die Industrie in seinem Staat gefördert. Der Grund seines Rücktrittes war seine Wahl in das Repräsentantenhaus der Vereinigten Staaten. Dort blieb er bis 1823. Zwischen 1824 und 1840 war Williamson Richter an einem Nachlassgericht im Penobscot County. William Williamson starb am 27. Mai 1846 und wurde in Bangor beigesetzt.